# Oreotrochilus cyanolaemus
La estrella de garganta azul o colibrí chivito de arcos (Oreotrochilus cyanolaemus) es una especie de ave apodiforme de la familia de los colibríes (Trochilidae), perteneciente al género Oreotrochilus. Fue recientemente descubierta, en el año 2017, y descrita para la ciencia en 2018. Es endémica de una limitada región del suroeste de Ecuador y está críticamente amenazada de extinción.

## Distribución y hábitat

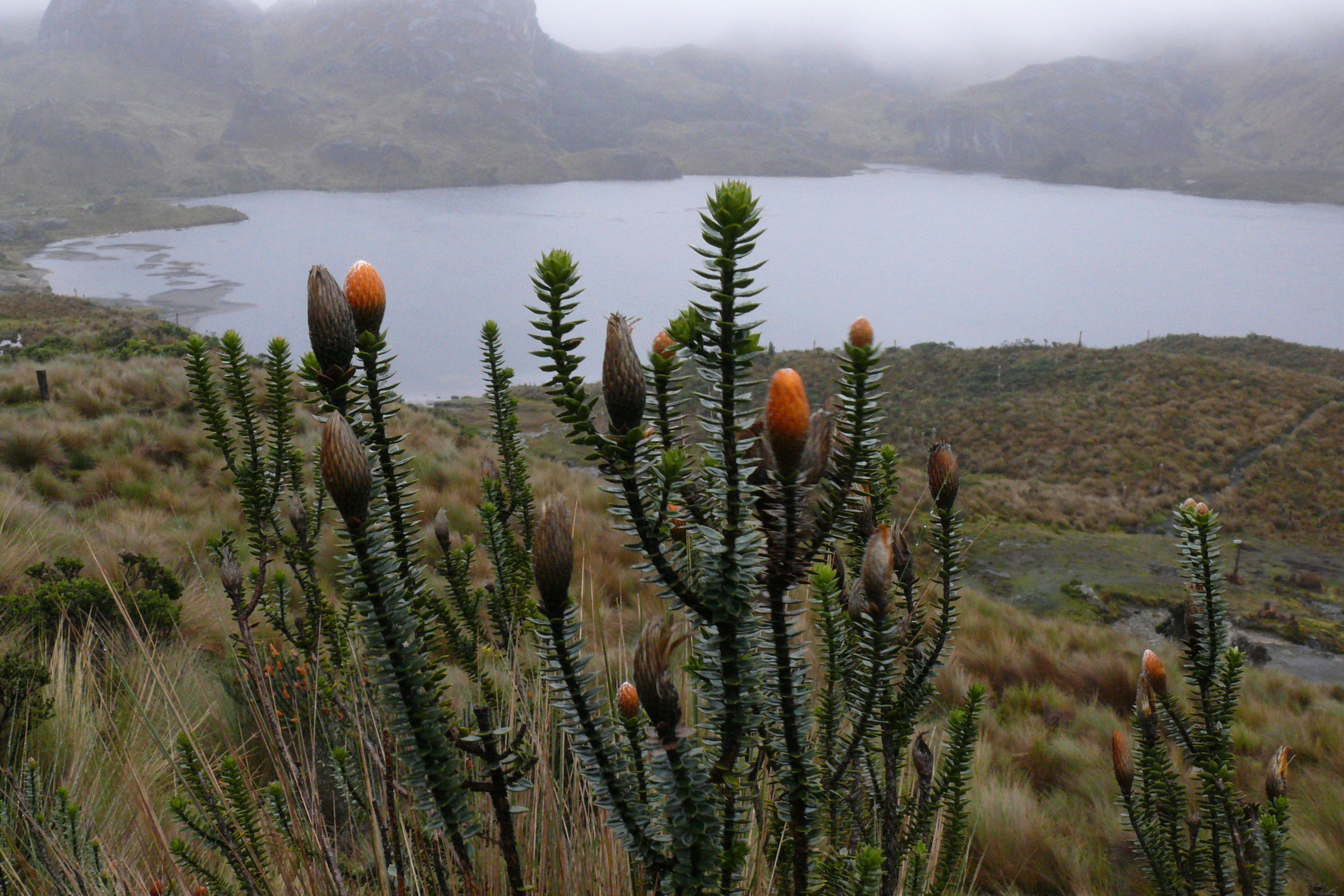
Arbusto de Chuquiraga jussieui, ejemplo de hábitat de la especie.

La nueva especie tiene una distribución geográfica restringida y muy estrecha en términos altitudinales, estando confinada a la pequeña y bastante aislada cadena de montañas Chilla-Tioloma-Fierro Urcu. Hasta la fecha de la descripción era conocida en apenas cinco localidades de las provincias de El Oro y Loja. Estas cadenas están aisladas de la más continua cadena de montañas de los Andes orientales y noroccidentales por los valles bajos y secos de los ríos Jubones-León, y de las cadenas más bajas y escabrosas de los Andes del sur de Ecuador, por las cuencas bajas y secas de los ríos Puyango-Catamayo. Los modelos de nicho ecológico realizados predicen la presencia de la especie en otras áreas montañosas más al norte, este y sur, donde no se conocen registros (en realidad, entre las zonas conocidas de Oreotrochilus chimborazo y O. stolzmanni). La distribución de la nueva especie posiblemente se caracteriza por la disponibilidad del arbusto chuquiragua (Chuquiraga jussieui) y por otros factores posibles como las condiciones del suelo. El área total de la especie se estima en 114 km² donde habita en los páramos cerca de arroyos rodeados de arbustos y en picos que no superan los 3700 m de altitud.

## Estado de conservación
La especie ha sido evaluada por la Unión Internacional para la Conservación de la Naturaleza (IUCN) como críticamente amenazada de extinción; estiman su población entre 80 y 110 individuos maduros, que habitan en una zona limitada, altamente amenazada por las quemadas, el pastoreo y la minería de oro y sin cualquier tipo de protección.

## Sistemática

### Descripción original
La especie O. cyanolaemus fue descrita por primera vez por los ornitólogos ecuatorianos Francisco Sornoza Molina, Juan F. Freile, Jonas Nilsson y Elisa Bonaccorso, y danés Niels Krabbe, en el año 2018 bajo el mismo nombre científico; su localidad tipo es: «1 km al oeste de Cerro de Arcos, provincia de El Oro (3.5662°S, 79.4580°W); 3648 msnm». El holotipo se encuentra depositado en el Museo Ecuatoriano de Ciencias Naturales con el número MECN-9614, número de catálogo de campo AVES-0319; acceso al GenBank número MH543324.

### Etimología
El nombre genérico masculino «Oreotrochilus» es una combinación de la palabra del griego «oreos» que significa ‘montaña’ y del género Trochilus, denominación genérica inicial de los colibríes; y el nombre de la especie «cyanolaemus», se compone de las palabras del griego «kuanos» que significa ‘azul oscuro’ y «laimos» que significa ‘garganta’.

### Taxonomía
Los análisis filogenéticos del gen ND2 indican que la presente especie es pariente cercana a O. stolzmanni y a O. melanogaster, aunque el soporte nodal para esta relación fue relativamente bajo; y que el trío está hermanado con O. chimborazo, con fuerte soporte. La nueva especie fue reconocida en la aprobación de la Propuesta No 808 al Comité de Clasificación de Sudamérica (SACC).